# Neville Brody
Pour les articles homonymes, voir Brody.
Neville Brody, né le 23 avril 1957 à Southgate, dans le nord de Londres, est un graphiste, créateur de caractères et directeur artistique britannique.

## Biographie
Neville Brody est un des designers et directeurs artistiques les plus reconnus de sa génération.

Figure emblématique de la culture graphique, inventeur de la typographie moderne, il a considérablement bousculé les conventions et développé de nouveaux systèmes de communication.
Il révolutionne la mise en page magazine avec des titres cultes comme The Face,, Arena ou encore Actuel, en France, avec Jean-François Bizot.
Parallèlement, il publie deux monographies considérées aujourd'hui encore comme de véritables références du design graphique : The Graphic Language of Neville Brody (1988) et The Gaphic Language of Neville Brody 2 (1994).
En 1994, il fonde Research Studios à Londres, il travaille notamment pour Nike, Parco, British Airways, Swatch, The Guardian, Reuters, Salomon, Sony, Domus. En 2000, il ouvre Research Studios Paris, en association avec Lionel Massias, ancien designer du studio londonien. Depuis, Research Studios est aussi présent à  Berlin, New York, Barcelone et bientôt Bombay.
Il participe fréquemment à des cours, pour le Royal College of Art entre autres, ou conférences et est même régulièrement invité à exposer son travail dans des galeries d’art.

## Typographie
Il est l’un des fondateurs de FontWorks à Londres et a créé un assez grand nombre de polices d’écriture pour eux. Il est aussi en partie responsable de la création de FUSE, une fusion entre le magazine, le design graphique et le design typographique. Chaque édition contient une publication d’articles typographiques et d’objets entourant ce domaine, quatre nouvelles polices d’écriture ainsi que quatre affiches réalisées par les auteurs de ces dernières, n’utilisant généralement pas seulement leur propre typographie. Aussi, en 1990, il a fondé la bibliothèque de polices de caractères FontFont (en) avec l’aide d’Erik Spiekermann.
Il a notamment créé une nouvelle police d’écriture pour le journal The Times, le Times Modern ; la New Deal (utilisée dans le matériel promotionnel et le titre du film Public Enemies) et l'Industria.